# 6. Armee (Österreich-Ungarn)
Die k.u.k. 6. Armee war ein Großverband der österreichisch-ungarischen Armee im Ersten Weltkrieg. Zu Kriegsbeginn 1914 stand das Armeeoberkommando am serbischen Kriegsschauplatz, wurde aber wegen der schweren Verluste noch vor Jahresende aufgelöst. Im Zuge des Vormarsches im venezianischen Tiefland nach der Zwölften Isonzoschlacht wurde die 6. Armee im Jänner 1918 neu reaktiviert und bis zum Kriegsende an der mittleren Piave-Front eingesetzt.

## Geschichte

### Serbienfeldzug 1914

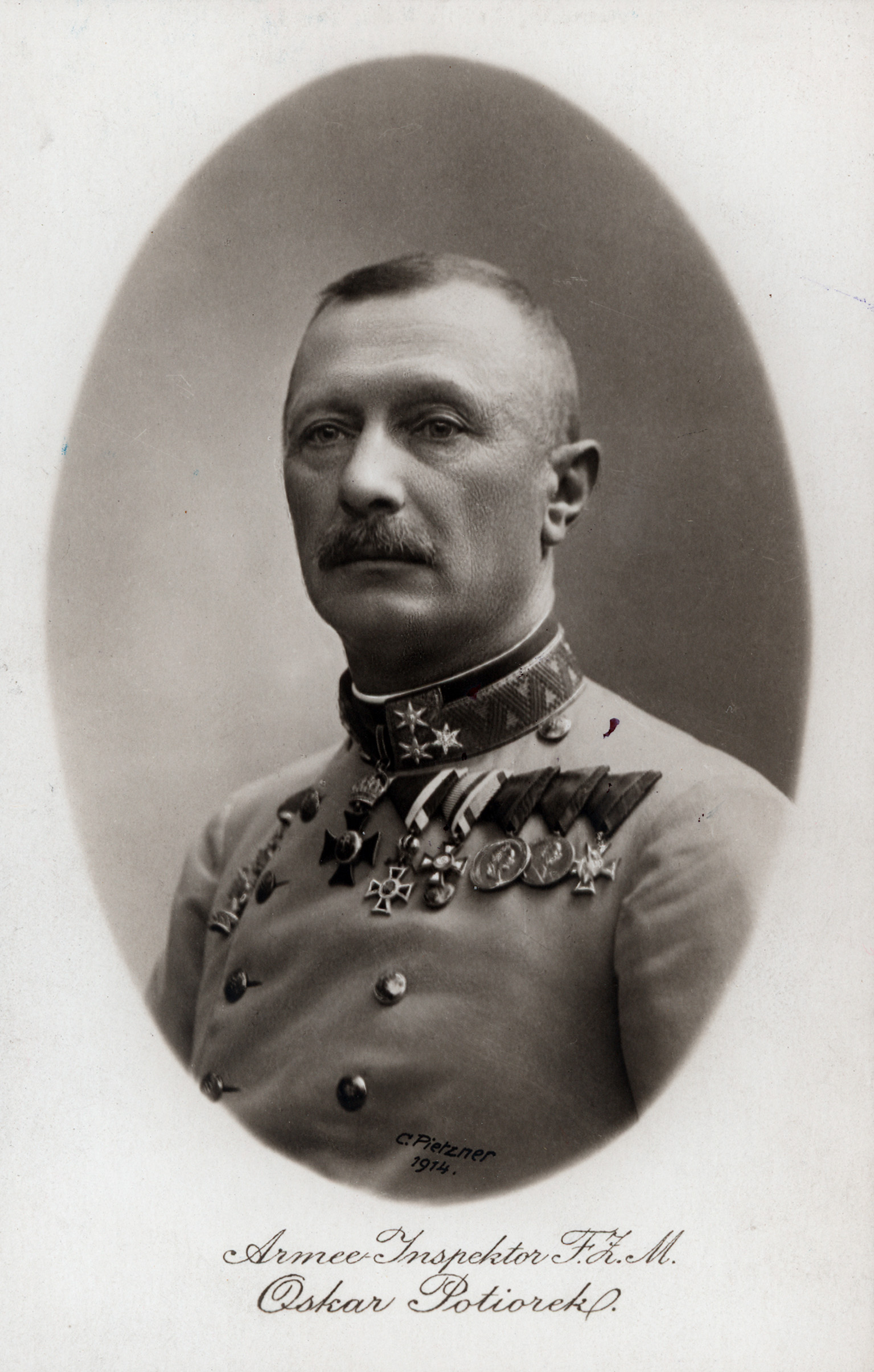
Feldzeugmeister Oskar Potiorek

Eduard von Böltz am Isonzo 1916

Kurz nach Kriegsausbruch mit Serbien verfügte der Oberbefehlshaber Feldzeugmeister Potiorek am 30. Juli 1914 die Konzentration der 6. Armee im Raum östlich von Sarajewo. Nach dem Abschluss der Mobilisierung sollte diese Armee zur Offensive in Richtung über die Drina nach Užice antreten. Die Armee verfügte zu Kriegsbeginn über 56. Bataillone, 3 Schwadronen und 106 Geschütze, als Generalstabschef fungierte Generalmajor Eduard von Böltz.
Die 5. Armee führte südlich der Save und westlich der Drina den ersten großen Angriff. Am 5. August erklärte auch das Königreich Montenegro der k.u.k. Monarchie den Krieg, was Potiorek dazu zwang mehrere Gebirgsbrigaden der 6. Armee zur Sicherung nach Süden abzuziehen.
XV. Korps (Sarajewo) unter General der Infanterie Michael von Appel
- 48. I.T.D.: FML Johann Eisler von Eisenhort mit 10. Gebirgsbrigade (Oberst Heinrich von Droffa) und 12. Gebirgs-Brigade (Generalmajor Franz Kalser)
- 1. I.T.D.: FML Stephan Bogat mit 7. (Generalmajor Otto Seric) und 9. Gebirgs-Brigade (Oberst Joseph Hrozny)

XVI. Korps (Ragusa) unter Feldzeugmeister Wenzel Wurm
- 18. I.T.D. (Mostar): FML. Ignaz Trollmann (4., 5., 6. und 8. Gebirgs-Brigade)
- 1. Gebirgs-Brigade: GM. Guido Novak von Arienti
- 2. Gebirgs-Brigade: GM. Theodor Gabriel
- 13. Gebirgs-Brigade: Oberst Anton Bechtold
- Drina-Sicherung unter FML Lukas Snjarič (Landsturm-Gruppe Hauser und 17. Gebirgs-Brigade)

Gruppe Herzegowina und Cattaro
- 40. H.I.D.(Budapest): FML Joseph Braun (79. und 80. Honved-Brigade)
- 3. Gebirgs-Brigade: Generalmajor Heinrich Pongrácz
- 15. Gebirgs-Brigade: Oberst Heinrich von Wieden
- 16. Gebirgs-Brigade: Generalmajor Erwin Zeidler – aus der 3., 15. und 16. Gebirgs-Brigade wurde Mitte September die 50. Division (FML Kalser) gebildet
- 47. H.I.D. (Castelnuovo): Generalmajor Friedrich Novak[1]

Nach dem Scheitern der 5. Armee in der Schlacht am Jadar (August 1914) musste auch die 6. Armee an der oberen Drina zurückweichen. Anfang September 1914 wurde die 5. Armee zum neuen Hauptangriff über die Drina angesetzt. Die Schlacht an der Drina begann am 7. September, im Bereich der 6. Armee sollten Gebirgstruppen am Flussknie von Javorak die Drina überschreiten und Rogatica nehmen. Das XV. und XVI. sollte beiderseits Zvornik einen Drinabrückenkopf errichten und den Rückzug der Serben auf das Jagodnja-Gebirge erreichen. Am 8. September begannen die Gebirgsbrigaden des XVI. Korps beiderseits der Drinjacamündung den Flussübergang. Angriffsziel der 1. Infanterie-Truppendivision war Krupanj, strategisches Ziel der 6. Armee war die Umfassung der gegenüberliegenden serbischen 3. Armee von Süden her und die Aufrollung der gesamten gegnerischen Front in der Mačva. Nach Umgruppierungen erfolgte am 17. September beim Berg Mačkov kamen ein serbischer Gegenangriff, der jedoch bis 22. September nach mehrtägigen Kämpfen um die Jagodnja abgeschlagen wurde. Derweil brach aus dem Sandschak die serbische Armeegruppe Užice zwischen 23. und 28. September im Gebiet der Romanija planina in die k.u.k. Front ein um direkt auf Sarajewo durchzubrechen. Aus den Raum Rogatica ging die serbische Division Sumadja II auf Mrkalje vor, die montenegrinische Drina-Brigade stieß aus dem Raum Goražde auf Kalinovik vor. Das serbische Srebrenica-Detachement wurde von der 8. Gebirgs-Brigade (Generalmajor Andrian) bei Osmače zurückgeworfen, die Brigade des Oberstleutnant Chwostek hielt bei Vlasenica stand. Der serbische Einbruch in Südost-Bosnien war gestoppt.
Für eine neue k.u.k. Gegenoffensive verstärkte Potiorek das XV. Korps (Appel) in seiner eingenommenen Defensive mit der 7. und 9. Gebirgs-Brigade (1. Division) und ließ das XVI. Korps (Wurm) angreifen. Die neu formierte kombinierte Division (1., 2., 4., 6. und 14. Gebirgs-Brigade) unter Generalmajor Goiginger hatte den Drina-Brückenkopf bei Zvornik zu halten. Südlich davon, sollte die 18. Division (FML Trollmann) ab 18. Oktober die serbische Division Sumadja II zurückzudrängen. vom Westen stieß die 50. Division (FML Kalser) aus dem Raum Foča gegen die montenegrinische Plevlje-Division auf der Romanja planina vor. Bis zum 21. Oktober war die zweite Sumadija-Division auf die Höhenlinie Kitak-Babljak-Vratar zurückgedrängt.
Die serbische Heeresleitung, unzufrieden mit General Božanović, dem Kommandanten der Armeegruppe Užice wurde durch General Aračić ersetzt.
Mitte November drängten die Österreicher in verlustreichen Kämpfen über Valjevo auf die Kolubara vor. Die serbische 1. Armee unter Mišić begann ab 3. Dezember mit einer überraschenden Gegenoffensive gegen die 6. Armee, die bis zum 9. Dezember andauerte und die bereits siegessicheren Österreicher vollkommen überraschte. In einer dramatischen Wende konnte die österreich-ungarische Offensive gestoppt werden. Potiorek musste eilig hinter die Kolubara zurückweichen, der Rückzug der 6. Armee erfolgte durch die Macva nach Norden, am 15. Dezember wurde auch die Räumung des gerade eroberten Belgrad angeordnet. Die k.u.k. 5. und 6. Armee verloren bei diesen Rückzugskämpfen mehr als die Hälfte ihrer noch kampfkräftigen Verbände. Ein ausbrechende Epidemie dezimierte die k.u.k. Truppen zusätzlich, welcher auch der Kommandant des XV. Korps, Freiherr von Appel zum Opfer fiel.
Während des Überganges zum Stellungskrieg wurde das Armeeoberkommando aufgelöst. Die Befehlsführung an der Balkanfront wurde Erzherzog Eugen übertragen zusammen mit dessen Generalstabschef Krauß wurde auch in Syrmien die strikte Defensive eingeleitet.

### Neuaufstellung 1918 an der Piavefront

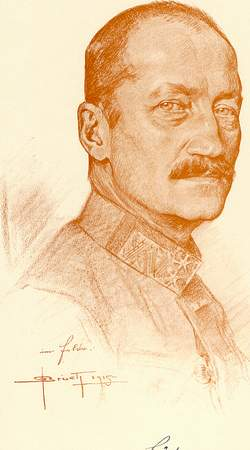
Alois Eduard Fürst von Schönburg-Hartenstein als Generaloberst; Zeichnung von Oskar Brüch

Am 15. Jänner 1918 wurde ein neues Armeeoberkommando 6 als Ersatz für die kurz zuvor aufgelöste 2. Isonzoarmee reaktiviert. Feldmarschall Boroevic von Bojna, der Kommandant der übergeordneten Heeresgruppe Boroevic erhielt bereits im Frühjahr 1918 die Anweisung eine neue Offensive über den Piave zu führen. Die 6. Armee unter Erzherzog Joseph hatte sich an der Zweiten Schlacht am Piave (Juni 1916) zu beteiligen. Der rechte Armeeflügel war während des Angriffes aus taktischen Gründen, der am Grappa-Massiv stehenden k.u.k. 11. Armee zugewiesen worden.
- XV. Korps unter Gen. der Inf. Karl Scotti (20., 48. und 50. Division)
- II. Korps unter Gen. der Inf. Rudolf Krauss (8. und 11. Kavalleriedivision)
- XXIV. Korps unter Gen. der Inf. Ludwig Goiginger (13., 17., 31. Infanterie-Division)

Die 13. und 17. Division waren am 15. Juni 1918 im Schutze der Dunkelheit über den Piave gegangen und hatten bis 6.15 früh die italienischen Uferstellungen vollständig genommen. Bis zum Ende des Tages war auch der Osthang und der Nordhang des Plateaus trotz starker italienischer Gegenwehr erstürmt. Am 16. Juni wurde der bedrohte Abschnitt der Italiener mit der 48. Division verstärkt, ein Übergangsversuch der rechts eingesetzten k.u.k. 31. Division bei Falzè di Piave scheiterte zunächst. Der am 19. Juni angesetzte Gegenangriff der italienischen 8. Armee konnte die k.u.k. Truppen nicht wieder vom Hang hinunterdrängen. Das XXIV. Korps hatte seit Beginn des Angriffes insgesamt 84 Geschütze und 12.000 Gefangene eingebracht, dennoch war die Piave-Schlacht ab dem 20. Juni nicht mehr siegreich zu beenden.
In der Ende Oktober 1918 erfolgten italienischen Gegenoffensive wurde schließlich die Front der k.u.k. 6. Armee zwischen Vidor und Falzè di Piave von der italienischen 8. Armee unter General Enrico Caviglia aufgerissen, ein Brückenkopf gebildet und daraus der entscheidende Durchbruch in Richtung auf Vittorio Veneto erzwungen.

## Oberbefehlshaber
- Feldzeugmeister Oskar Potiorek (August 1914 – 27. Dezember 1914)
- General der Infanterie Erzherzog Joseph (15. Januar 1918 – 15. Juli 1918)
- General der Kavallerie Alois Fürst von Schönburg-Hartenstein (16. Juli 1918 – 3. November 1918)